# Kawelu Planitia
Kawelu Planitia est une plaine située sur Vénus dans le quadrangle de Kawelu Planitia. Elle a été nommée en référence à Kawelu, héroïne mythologique hawaïenne, morte et ramenée à la vie.